# Aphelandra mucronata
Aphelandra mucronata är en akantusväxtart som först beskrevs av Hipólito Ruiz López och Pav., och fick sitt nu gällande namn av Christian Gottfried Daniel Nees von Esenbeck. Aphelandra mucronata ingår i släktet Aphelandra och familjen akantusväxter. Inga underarter finns listade i Catalogue of Life.